# Max Roth (Komponist)
Max Roth (* 18. Juli 1934; † ca. 2020) war ein deutscher Musiker, Kapellmeister und Komponist.

## Leben
Max Roth beendete seine Schullaufbahn nach Kriegsende und wirkte in dieser Zeit als Organist in Baden-Baden. Nach ersten Radioproduktionen für Radio Stuttgart (später Süddeutscher Rundfunk) engagierte ihn nach dem Tod von Karl Sczuka der Südwestfunk (SWF) als Hauskomponisten und Kapellmeister. Hier wurde Roth durch seine Fernseh- und Radiomusiken beim Südwestfunk Baden-Baden bekannt. Parallel fanden sich Roths Hörspielkompositionen zunehmend auch auf kommerziellen Hörspiel-Platten unter Regie von Benno Schurr, für deren Produktion anfangs Kurt Vethake und ab 1972 Wolfgang Ecke verantwortlich zeichneten.
Die frühen Aufnahmen sind geprägt von Bigband-Sound bzw. von Tanzorchestern mit Bläsersatz und Gitarre. Als gelernter Organist setzte er später oft elektronische Orgeln ein, teilweise unter Mitwirkung von Kurt Gelück (Hohner).

## Radioproduktionen
Eine vollständige Liste der über 140 Produktionen ist in der Hörspieldatenbank des deutschen Radioarchivs zu finden. Es folgt eine Auswahl:
- 1948: Nikolaj Gogol: Der neue Mantel (Radio Stuttgart; Regie: Oskar Nitschke)[4]
- 1950: Helene Schmoll: Robinson und das Ringelspiel (SDR; Regie: Paul Land)[5]
- 1963: James Krüss: Ein Mops aus Nicaragua (SWF; Regie: Benno Schurr); mit Antje Hagen und Ludwig Thiesen[6]
- 1968: Charles Dickens: Der Weihnachtsabend (SWF / SDR / HR/SR; Bearbeitung & Regie: Lothar Schluck); mit Helmut Ahner und Hans Röhr[7]
- 1973: Paul Maar: Eine Woche voller Samstage (SWF; Bearbeitung: Kurt Vethake; Regie: Ludwig Thiesen); mit Anneliese Benz und Josef Meinertzhagen[8]
- 1974/75: Wilhelm Hauff: Das kalte Herz, Teil 1–3 (SWF; Regie: Benno Schurr) mit Wolfgang Reinsch und Axel Malzacher[9]
- 1975: Werner Schrader: Knasterbax und Siebenschütz, Teil 1–3 (SWF; Regie: Ludwig Thiesen) mit Walter Laugwitz[10]
- 1978: Wolfgang Ecke: Die Hand (SWF); Regie und Sprecher: Heinz Schimmelpfennig
- 1983: Victor Hugo: 1793; Produktion: SWF 1973; Regie: Lothar Schluck, mit Gert Westphal, Ursula Langrock, Matthias Ponnier[11]

## Kommerzielle Hörspiele
Eine umfangreiche Liste ist in der Datenbank der Hörspielforscher und in der Tonträgerdatenbank Discogs zu finden. Auswahl:
- Kurt Vethake (als Teddy Parker):
  - Lassie (mehrere Folgen; Ariola 1962)[2]
  - Fury (mehrere Folgen)
  - Die Geschichte vom Tönenden Bleistift
- Karl May:
  - Der blaurote Methusalem (Hörspiel 1965)
  - Old Firehand stellt eine Falle
  - Winnetou auf dem Kriegspfad
- Boy Lornsen: Robbi, Tobbi und das Fliwatüt (Intercord 1973) mit Dan[iela] Remus und Ludwig Thiesen (Regie: Benno Schurr)
- Friedrich Feld: Lok 1414
- Peterchens Mondfahrt
- Tarzan (Serie von Wolfgang Ecke)
- Perry Clifton (Wolfgang Ecke)